# 盲鰻科
盲鰻科，也稱盲鰻目、穿口蓋目，是一类海洋脊椎動物，在食物链上屬於食腐动物。過去是無頜總綱之下的一目，現在則是無頜總綱下的圓口綱下的一亞綱。

## 分布
盲鰻廣泛分布於全球三大洋的溫帶、亞熱帶和熱帶的海域,几乎所有的种类生活在大陆架边缘的深海中。

## 特徵

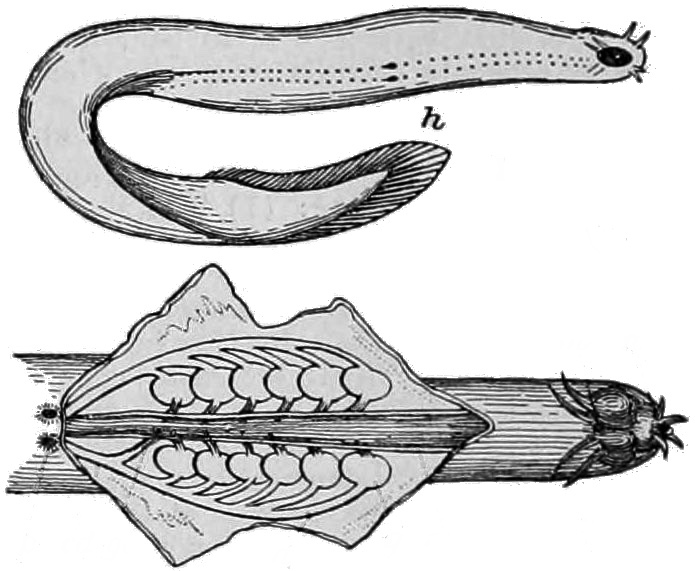
1905年發表2張大西洋盲鰻 (Myxini glutinosa) 的視圖，包括分析疊加和解剖

盲鰻目是唯一已知的有頭骨但沒有脊椎的活體動物，儘管它們確實有未發育的椎骨，其的外形裸露且光滑柔軟，有一個半規管和嗅囊，在上皮組織有數個皮摺，嗅神經束是分離的，魚體前半段為圓柱狀，後半段則較側扁，如蛇狀。具有軟骨質頭骨和由角蛋白組成的齒狀結構。體色從粉紅色到藍灰色，可能存在黑色或白色斑點。其屬於早期具有感光能力之魚類，3隻眼睛受皮層包覆，只能測光暗而沒有視野可言；沒有明顯的骨骼、頭部跟眼肌，故只能靠口部有幾根肉質狀的短鬚來辨識。盲鰻的嘴在軟骨板上有兩對角質的梳狀牙齒，可以伸縮，這些牙齒用於抓住食物並將其拉向咽部，身體側的外鰓孔大約1至16对，黏液腺發達，受刺激時會分泌大量黏液以防禦捕食者。同時也是现存脊椎動物中较原始的一类，沒有上下頷，和近親八目鰻一樣口部都呈圓形，主要以生病、行動緩慢的魚類作為覓食對象。已知最古老的化石出現於大約3.1億年前的晚石炭世，現代典型代表種首次記錄在大約1億年前的白堊紀中期。

### 黏液
盲鰻可以從專門的黏液孔分泌大量的乳狀纖維狀黏液，當釋放到海水中時，黏液會在0.4秒內膨脹到原來大小的10,000倍，盲鰻分泌的黏液具有非常細的纖維，使其比其他動物分泌的黏液更耐用、更易保持。纖維由蛋白質製成，也使黏液變得柔韌。如果被掠食者抓住，可以迅速釋放大量黏液來逃脫。如果它們仍然被捕獲，可以將自己打成一個反手結，然後從動物的頭部到尾部，刮掉粘液並將自己從捕獲者手中解救出來。

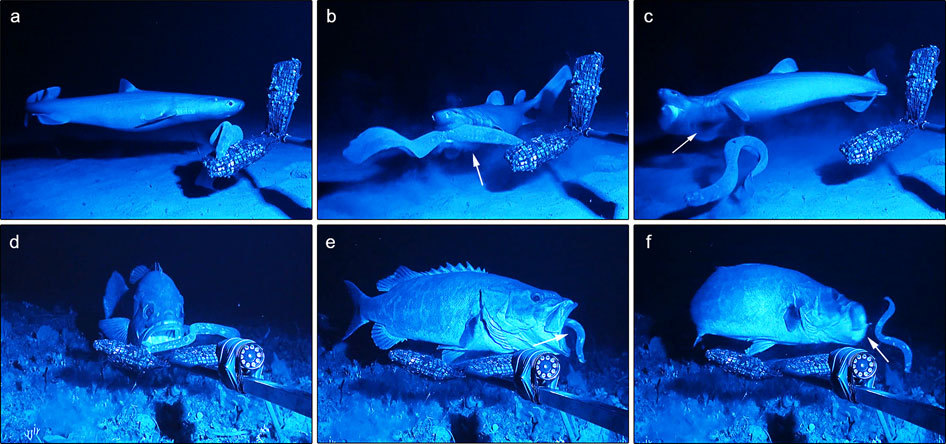
一尾大西洋盲鰻利用黏液避開鎧鯊(Dalatias licha)和美洲多鋸鱸 (Polyprion americanus)捕食

### 眼睛
盲鰻的眼睛缺乏水晶體、眼外肌和更複雜的脊椎動物中常見的三種運動性顱神經，現存盲鰻也沒有頂眼 ，眼睛部分被軀幹肌肉組織覆蓋。但從出土的化石顯示，在石炭紀出現有複雜眼睛構造的類似盲鰻的脊椎動物，證實盲鰻的眼睛並不是擬形的，而是退化。

### 呼吸
盲鰻的呼吸方式通常是透過咽部吸入水，經過軟顎腔，然後將水通過內部鰓囊，根據物種的不同，鰓囊的數量從5對到16對不等。鰓袋單獨打開，但在盲鰻屬(Myxine)魚類中，開口已合併，管道從皮膚下的每個開口向後延伸，在腹側形成一個共同的孔，稱為鰓孔。食道還會透過沒有呼吸組織的咽皮管（食道皮管）連接到左鰓開口，因此左鰓開口比右鰓開口大。此咽皮管用於清除咽部的大顆粒，此功能也部分透過鼻咽管進行。盲鰻還具有發達的真皮毛細血管網絡，當動物埋在缺氧泥漿中時，可為皮膚提供氧氣，並且對缺氧和缺氧具有較高的耐受性，具有發達的無氧代謝，皮膚也被認為能夠進行皮膚呼吸。

### 心臟功能、循環和體液平衡
盲鰻是脊椎動物中血壓最低和最原始的液體平衡類型之一就是這些生物。每當細胞外液增加時，血壓就會升高，而腎臟會排出多餘的液體。盲鰻的血液量與體重之比是所有脊索動物中最高的，每100公克體重含有17毫升血液。盲鰻有一顆真正受神經支配的心臟，其循環系統還包括遍佈全身的多個輔助泵，這些泵被認為是輔助「心臟」。

### 肌肉骨骼系統
盲鰻肌肉組織與有頜脊椎動物的不同之處在於，它們既沒有水平隔膜，也沒有垂直隔膜，而在有頜脊椎動物中，隔膜是分隔下軸和軸上肌肉組織的結締組織的連接處。然而，盲鰻確實像所有脊椎動物一樣具有真正的肌節和肌隔。盲鰻的骨骼由頭骨、脊索和尾鰭條組成。第一張盲鰻內骨骼圖由Frederick Cole於1905年繪製。盲鰻的舌器由軟骨基部組成，軟骨基部帶有兩個覆蓋牙齒的板（齒板），並通過一系列大型軟骨軸鉸接。盲鰻的鼻囊相當大，包括襯有軟骨環的纖維鞘。

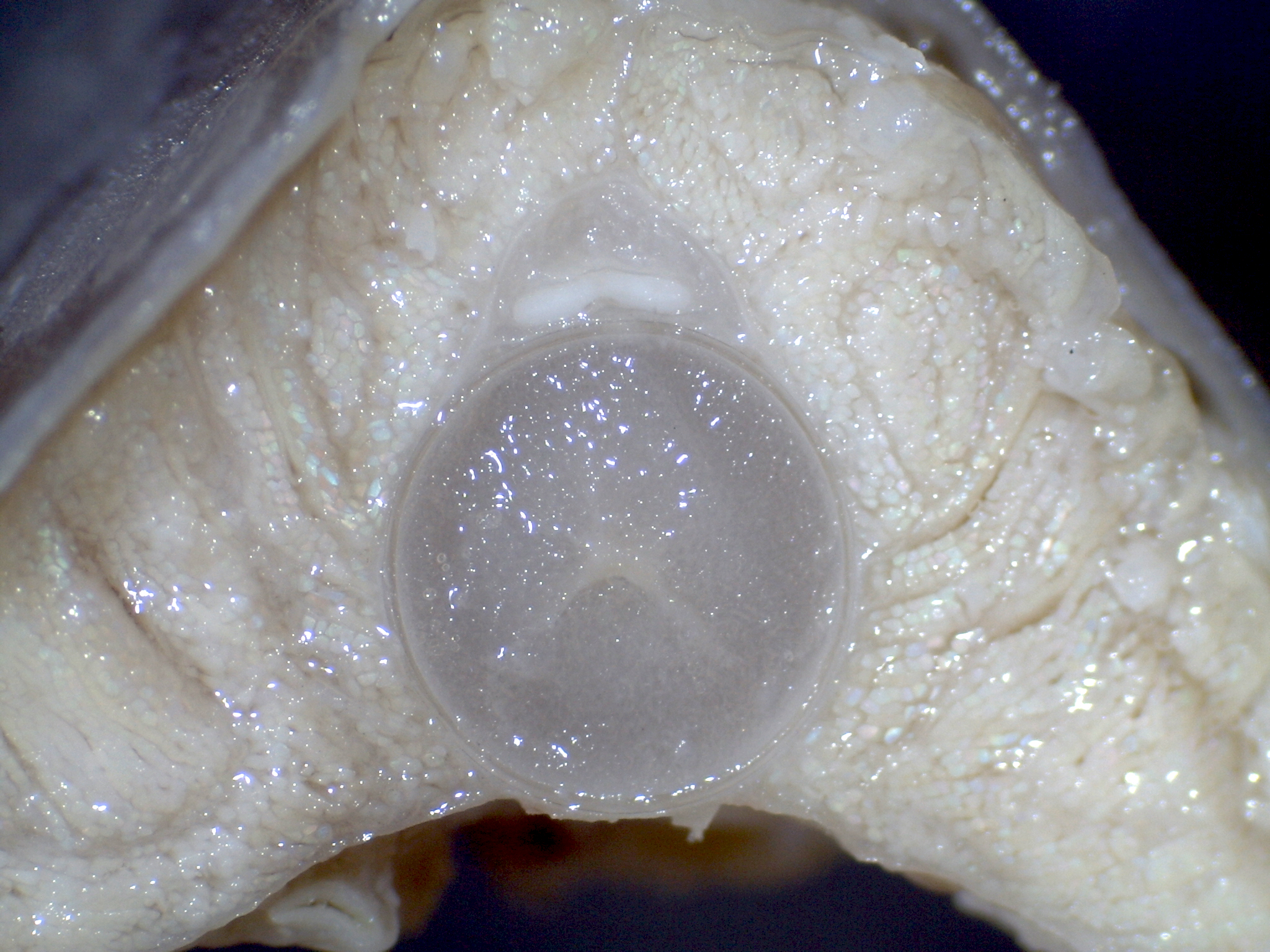
盲鰻中線軀幹的垂直剖面：脊索是唯一的骨骼，肌肉組織沒有隔膜，既不水平也不垂直。

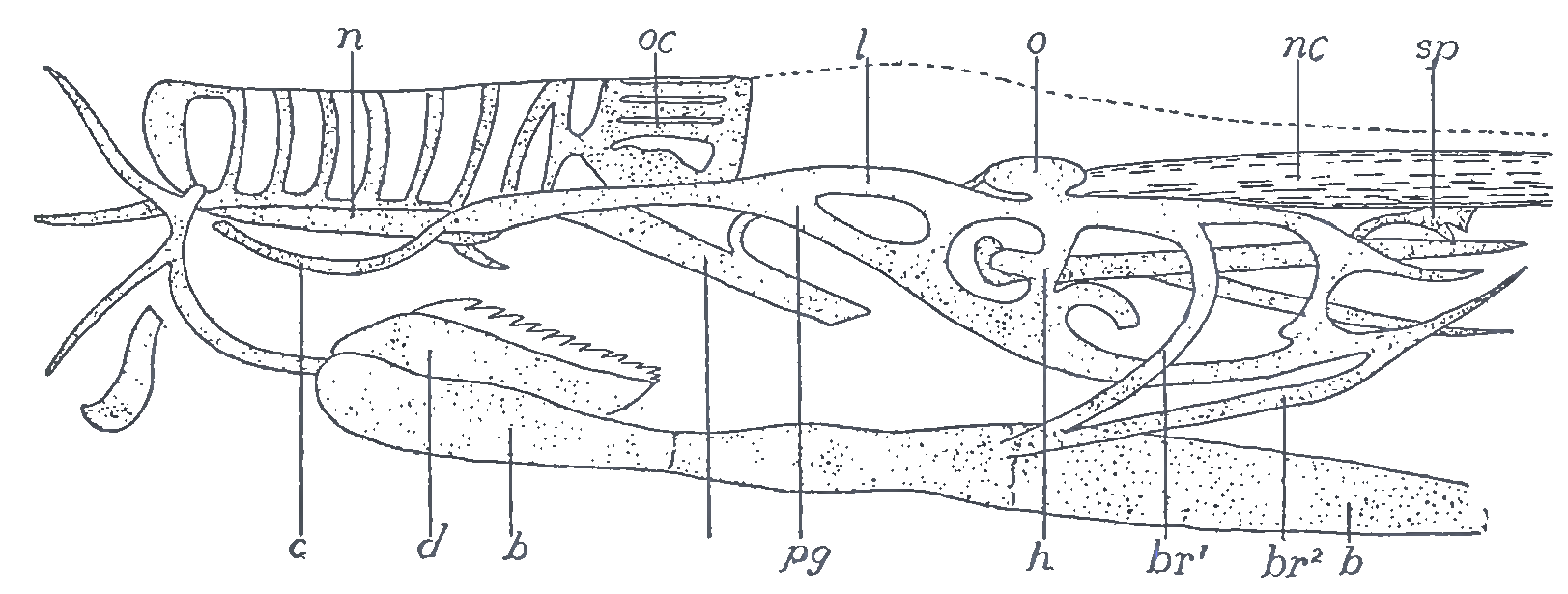
盲鰻的頭骨圖

## 分类
- †似盲鳗属 Myxinikela Bardack 1991
  - †Myxinikela siroka Bardack, 1991
- †特提斯盲鳗属 Tethymyxine Miyashita, Coates, Farrar, Larson, Manning, Wogelius, Edwards, Anné, Bergmann, Palmer & Currie, 2019
  - †Tethymyxine tapirostrum Miyashita, Coates, Farrar, Larson, Manning, Wogelius, Edwards, Anné, Bergmann, Palmer & Currie, 2019
- 紅盲鰻亞科 Rubicundinae Fernholm et al., 2013
  - 紅盲鰻屬 Rubicundus Fernholm et al., 2013
    - 塔斯曼海紅盲鰻(Rubicundus eos)
    - 紫橙紅盲鰻(Rubicundus lakeside)
    - 美洲紅盲鰻(Rubicundus lopheliae)
    - 紅盲鰻(Rubicundus rubicundus)
- 黏盲鳗亚科 Eptatretinae Bonaparte, 1850
  - 黏盲鳗属 Eptatretus Cloquet, 1819
- 盲鳗亚科 Myxininae Nelson, 1976
  - 盲鳗属 Myxine Linnaeus, 1758
  - 线盲鳗属 Nemamyxine Richardson, 1958
  - 新盲鰻屬 Neomyxine Richardson, 1953
  - 南盲鰻屬 Notomyxine Nani & Gneri, 1951
    - 叉齒南盲鰻(Notomyxine tridentiger,Garman, 1899)

## 經濟利用
在大多數國家，通常不被食用，但蒲氏黏盲鰻在朝鮮半島和在日本的韓國人中被視為食物。在一些地區，特別是長崎縣和新潟縣，日本人也將其作為當地美食享用，價格昂貴，皆為底拖網捕獲，又皮強韌而柔軟，多用來製作皮帶及錢包，而大量被漁撈，產量逐漸減少。
|  |  |

## 延伸閲讀
- Froese, R. & Pauly, D. (eds.) (2011). Myxinidae. FishBase. Version 2011-02.
- Bardack, D. . Science. 1991, 254 (5032): 701–703. Bibcode:1991Sci...254..701B. PMID 17774799. doi:10.1126/science.254.5032.701.
- Bardack, D.; Richardson, E. S. Jr. . Fieldiana. Geology. 1977, 33: 489–510. doi:10.5962/bhl.title.5167.
- Brodal, A. and Fänge, R. (ed.) (1963). The Biology of Myxine, Universitetsforlaget, Oslo.
- Fernholm, B.; Holmberg, K. . Vision Research. 1975, 15 (2): 253–259. PMID 1129982. doi:10.1016/0042-6989(75)90215-1.
- Hardisty, M. W. (1982). Lampreys and hagfishes: Analysis of cyclostome relationships. In The Biology of Lampreys, (ed. M. W. Hardisty and I. C. Potter), Vol.4B, pp. 165–259. Academic Press, London.
- Janvier, P. (1996). Early vertebrates. Oxford Monographs in Geology and Geophysics, 33, Oxford University Press, Oxford.
- Marinelli, Wilhelm. . Franz Deuticke. 1956.
- Yalden, D.W. . Zoological Journal of the Linnean Society. 1985, 84 (3): 291–300. doi:10.1111/j.1096-3642.1985.tb01802.x.
- Stock, D. W.; Whitt, G. S. . Science. 1992, 257 (5071): 787–789. Bibcode:1992Sci...257..787S. PMID 1496398. doi:10.1126/science.1496398.
- Mincarone, Michael M.; Stewart, Andrew L. . Copeia. 2006, 2006 (2): 225–229. doi:10.1643/0045-8511(2006)6[225:ANSOGS]2.0.CO;2.
- J.M. Jørgensen; J.P. Lomholt; R.E. Weber; H. Malte (编). . London: Chapman & Hall. 1997.
- Delarbre, C;  et al. . Molecular Phylogenetics and Evolution. 2002, 22 (2): 184–192. PMID 11820840. doi:10.1006/mpev.2001.1045.
- Bondareva; Schmidt, EE. . Molecular Biology and Evolution. November 2003, 20 (11): 1932–1939. PMC 2577151 . PMID 12885957. doi:10.1093/molbev/msg205.
- Ewoldt, R. H., Winegard, T. M. and Fudge D. S. (2010). Non-linear viscoelasticity of hagfish slime. Int. J. Lin. Mech. 46: 627–636.
- Fudge, D. (2001). Hagfishes: Champions of Slime Nature Australia, Spring 2001 ed., Australian Museum Trust, Sydney. pp. 61–69.
- Fudge, D. S.; Gardner, K. H.; Forsyth, V. T.; Riekel, C.; Gosline, J. M. . Biophysical Journal. 2003, 85 (3): 2015–2027. Bibcode:2003BpJ....85.2015F. PMC 1303373 . PMID 12944314. doi:10.1016/S0006-3495(03)74629-3.
- Fudge, D. S.; Hillis, S.; Levy, N.; Gosline, J. M.  (PDF). Bioinspiration & Biomimetics. 2010, 5 (3): 1–8. Bibcode:2010BiBi....5c5002F. PMID 20729569. doi:10.1088/1748-3182/5/3/035002.[永久]
- Fudge, D. S.; Levy, N.; Chiu, S.; Gosline, J. M. . Journal of Experimental Biology. 2005, 208 (24): 4613–4625. PMID 16326943. doi:10.1242/jeb.01963.
- Winegard, T. M.; Fudge, D. S. . Journal of Experimental Biology. 2010, 213 (8): 1235–1240. PMID 20348334. doi:10.1242/jeb.038075.

## 參閲
- 系統寄生蟲學期刊（英语：Systematic Parasitology）
- 盲鰻刺鳋(Acanthochondria eptatreti (Cheng, Luo, Dai & Shih, 2014))
- 刺鳋屬(Acanthochondria)

## 外部連結
- FishBase entry for Myxinidae （页面存档备份，存于）
- YouTube 5+ minute video of Scripps scientist/diver on hagfish （页面存档备份，存于）
- Metacafe video of a University of Alberta grad student showing slime production of hagfish while in Bamfield, British Columbia （页面存档备份，存于）
- Beware the hagfish – repeller of sharks 3 News, 28 Oct 2011. Video.
- Hagfish versus sharks : 1-0 （页面存档备份，存于） Te Papa Blog, 28 October 2011.
- Teen Spots Hagfish-Slurping Elephant Seal – YouTube （页面存档备份，存于） (2:11)
- What happens when a shark attacks a hagfish – BBC （页面存档备份，存于） (0:39)
- Vancouver Aquarium Hagfish Slime （页面存档备份，存于）
- 盲鰻科之科解說  （页面存档备份，存于）
- 盲鰻新發現 - 國家地理雜誌
- 盲鰻刺魚蚤 Species Acanthochondria eptatreti Cheng, Luo, Dai & Shih, 2014